# Gaúcho (Fußballspieler, 1979)
Gaúcho, bürgerlich Rogério Márcio Botelho (* 28. September 1979 in Parenense, PR), ist ein ehemaliger brasilianischer Fußballspieler.

## Karriere
Gaúcho spielte in seiner Jugend für SE Matsubara aus Cambará im Bundesstaat Paraná. 1997 wechselte er nach São Paulo zum Clube Atlético Juventus. Nach einer Saison wurde er vom spanischen RCD Mallorca verpflichtet, wo er zwei Jahre aktiv war.
Anschließend kehrte er zurück nach Brasilien und spielte für den FC Santos. Zur Saison 2001/02 wurde er von Lewski Sofia verpflichtet, nach nur einem halben Jahr wechselte er erneut den Verein und spielte fortan in der russischen Liga für Krylja Sowetow Samara. Nach anderthalb Jahren in Russland ging er Mitte 2003 wieder nach Brasilien und spiele sechs Monate für den SC Internacional in Porto Alegre. Seine nächste Station war von 2004 bis Mitte 2005 União Barbarense aus Santa Bárbara d’Oeste.
Zur Saison 2005/06 wurde er an Sigma Olmütz ausgeliehen, Ende Januar 2006 wechselte er auf Leihbasis zu Slavia Prag, wo er im Sommer 2006 einen Dreijahresvertrag unterzeichnete. Bei Slavia spielte Gaúcho zunächst noch regelmäßig, in der Saison 2007/08 ist er meistens nur Ersatzspieler.
Im Februar 2008 wechselte Gaúcho zum slowakischen Erstligisten FC Senec.